# Ifo Schnelldienst
Der ifo Schnelldienst ist eine Zeitschrift des ifo Instituts für Wirtschaftsforschung.
Die Zeitschrift wurde erstmals am 20. Juli 1948 von der Informations- und Forschungsstelle für Wirtschaftsbeobachtung herausgegeben und trat neben die Berichte zur bayerischen Wirtschaftslage. Die erste Ausgabe umfasste elf Seiten mit sieben Artikeln und richtete sich an die Presse. Nach der Fusion 1949 mit dem Süddeutschen Institut für Wirtschaftsforschung zum ifo Institut blieb der ifo Schnelldienst erhalten. Die ehemalige Wochenzeitschrift erschien später zwei- und seit 2020 einmal im Monat und hat Stand 2020 einen Umfang von je mehr als 60 Seiten, die im Internet frei zugänglich sind.
Das Medium berichtet aktuelle Informationen über die Ökonomie, so auch über ihre Konjunkturdaten aus den Befragungen des Instituts. Es wird in Publikationen als Fachzeitschrift oder Recherchemöglichkeit für wissenschaftliche Arbeiten empfohlen. So befand es sich bei einer Befragung von 2011 der Mitglieder des Vereins für Socialpolitik mit der Fragestellung „Was lesen und schätzen deutschsprachige Ökonomen heute?“ bezüglich der Relevanz für die Arbeit der Befragten auf Platz 34 von 150 auch internationalen Zeitschriften – besonders relevant war sie dabei für zusätzlich in Deutschland Arbeitende. Auffällig war die andere untersuchte Platzierung 123 bei der Reputation, welche laut der Untersuchung damit korreliert, dass die Zeitschrift eher praktisch und nicht primär auf Forschung ausgerichtet ist. Weiter war die Bewertung durch Ältere, die eine wirtschaftspolitische Ausrichtung als relevanter angesehen hätten, besser als durch jüngere.

## Belege
1. ↑  Meinhard Knoche: Ludwig Erhard, Adolf Weber und die schwierige Geburt des ifo Instituts. In: Ifo Schnelldienst. Band 71, Nr. 13, 12. Juli 2018, S. 40 f. (ifo.de).
2. ↑  Liselotte Grünewald: Veröffentlichung der Forschungsergebnisse. In: Karl Heinrich Oppenländer (Hrsg.): Fünfzig Jahre ifo Institut (= ifo Studien. Band 45, Nr. 1–2). 1999, doi:10.3790/978-3-428-50060-4, S. 116.
3. 1 2  Herbert Alsheimer: Fachzeitschriften für Betriebswirte. In: Studientechnik für Betriebswirte. Springer, 1970, doi:10.1007/978-3-663-13002-4_7, S. 170 (google.de).
4. ↑  Hochschule für Politische Wissenschaften (Hrsg.): Literatur-Verzeichnis der Politischen Wissenschaften. 1969, S. 375 (google.de).
5. ↑  ifo Schnelldienst. Band 73, Nr. 1, 22. Januar 2020, S. 1, Editorial (ifo.de).
6. ↑  ifo Schnelldienst. Band 73, Nr. 1 2 3 4 5, 2020.
7. ↑  Alfred Stobbe: Außenwirtschaftsrechnung. In: Volkswirtschaftliches Rechnungswesen (= Heidelberger Taschenbücher. Band 14). Springer, 1989, doi:10.1007/978-3-642-97176-1_5, Literatur und statistische Quellen zum fünften Kapitel, S. 244 (google).
8. ↑  Alfred Brink: Literaturrecherche für die Bachelor-, Master- und Diplomarbeit. In: Anfertigung wissenschaftlicher Arbeiten. Springer, 2013, doi:10.1007/978-3-658-02511-3_3, 2.3 Traditionelle Literaturrecherche, 2.3.5 Periodika, S. 71 (google.de).
9. ↑  Michael Bräuninger, Justus Haucap, Johannes Muck: Was lesen und schätzen deutschsprachige Ökonomen heute? In: Lars Feld (Hrsg.): Perspektiven der Wirtschaftspolitik. Band 12, Nr. 4, November 2011, doi:10.1111/j.1468-2516.2012.00376.x, S. 346 f. u. 349 f. (Vgl. Was lesen und schätzen Ökonomen im Jahr 2011? In: Justus Haucap (Hrsg.): Ordnungspolitische Perspektiven. Nr. 18. Heinrich‐Heine‐Universität Düsseldorf, Wirtschaftswissenschaftliche Fakultät, August 2011, urn:nbn:de:101:1-201109024662, S. 11 ff. u. S. 16).